# Denis Ablyazin
Denis Mikhailovich Ablyazin, en russe : Денис Михайлович Аблязин, né le 3 août 1992 à Penza, est un gymnaste russe, champion olympique du contre-la-montre par équipes en 2020, six fois médaillé olympique (en 2012, 2016 et 2020, notamment), champion du monde du contre-la-montre par équipes en 2014 et 2019, multiple champion d'Europe et de Russie, vainqueur de l'Universiade 2013 par équipes ; maître émérite des sports de Russie.

## Biographie
Denis Ablyazin naît le 3 août 1992 à Penza, devient élève de l'école de sport de la même localité dans la réserve olympique de gymnastique N. A. Lavrova, en militant pour l'Association de culture physique et sportive urbaine de Moscou (mgfso).
Il étudie à l'Institut de culture physique de l'Université d'État de Penza, militaire dans la Rosguard avec le titre d'"enseigne" en 2016.

## Vie privée
Le 29 septembre 2016, il épouse la gymnaste Ksenia Semenova. Le 21 janvier 2017, ils ont un fils qu'ils prénomment Yaroslav. Le couple se sépare en 2018.
En 2020, il épouse en seconde noce Victoria Razumova, mère en 2023 de son deuxième enfant à lui.

## Palmarès

### Jeux olympiques
- Londres 2012
  -  médaille d'argent au saut de cheval
  -  médaille de bronze au sol
  - 5e aux anneaux
  - 6e au concours par équipes

Dans les qualifications de la compétition, Ablyazin a participé à tous les lancers de projectiles, pas au cheval d'arçon, et a atteint la finale dans les compétitions d'anneaux, le saut d'obstacles, ainsi que dans les exercices au sol.
Dans le championnat par équipe, il a joué sur trois obus[Quoi ?], et pour chacun des exercices a obtenu des scores élevés, mais l'équipe de Russie a finalement pris seulement la 6e place.
Dans les exercices individuels, Ablyazin a donc remporté deux médailles. Dans les exercices libres, il a marqué le même nombre de points que le Japonais Kohei Utimura, mais il a cédé à cause d'une moindre évaluation de sa technique d'exécution et a remporté la médaille de bronze. Dans le saut d'obstacles, Ablyazin a remporté la médaille d'argent, derrière l'athlète sud-coréen Yang Hak son.
- Rio 2016
  -  médaille d'argent au concours par équipes
  -  médaille d'argent au saut de cheval
  -  médaille de bronze aux anneaux

- Tokyo 2020/21
  -  médaille d'or au concours par équipes
  -  médaille d'argent au saut de cheval, ex aequo avec un athlète coréen arrivé premier
  - 6e aux anneaux.

### Championnats du monde
- Médaillé d'argent de la Coupe du monde de 2010
- Tokyo 2011
  - 4e au concours par équipes
  - 5e au saut de cheval

- Nanning 2014
  -   au sol
  -   aux anneaux
  - 5e au concours par équipes
  - 8e au saut de cheval

- Montréal 2017
  -   aux anneaux

- Stuttgart 2019
  -  médaille d'or au concours général par équipes

### Championnats d'Europe
- Berlin 2011
  - 6e au sol.

- Montpellier 2012
  -  médaille d'argent au concours par équipes
  -  médaille de bronze aux anneaux
  -  médaille de bronze au saut de cheval
  - 6e au sol

- Moscou 2013
  -  médaille d'or au saut de cheval

- Sofia 2014
  -  médaille d'or au concours par équipes
  -  médaille d'or au sol
  -  médaille d'or aux anneaux
  -  médaille d'or au saut de cheval

- Montpellier 2015
  -  médaille d'argent au saut de cheval
  -  médaille d'argent aux anneaux

- Berne 2016
  -  médaille d'or au concours par équipes
  -  médaille d'argent aux anneaux

- Szczecin 2019
  -  médaille d'or aux anneaux
  -  médaille d'or au saut de cheval

### Championnats de Russie
Vainqueur en 2008[Où ?], 2009[Où ?] et 2010[Où ?].

### Récompenses supplémentaires
- Médaille de l'ordre «pour le mérite de la patrie " du premier degré (13 août 2012) - pour sa grande contribution au développement de la culture physique et du sport, de hautes réalisations sportives aux XXXe Jeux olympiques de 2012 à Londres (Royaume-Uni)[6].
- Diplôme d'honneur du Président de la Fédération de Russie (19 juillet 2013), pour les hautes réalisations sportives à la XXVIIe Universiade d'été mondiale de 2013 dans la ville de Kazan[7].
- Monument commémoratif "pour le mérite dans le développement de la ville de Penza" (2012)[8].
- Ordre de l'Amitié (25 août 2016) pour les hautes performances sportives aux XXXIe Jeux olympiques de 2016 dans la ville de Rio de Janeiro (Brésil), la volonté de gagner et la détermination manifestée[9].
- Ordre de l'Honneur (11 août 2021) pour la grande contribution au développement du sport national, les réalisations sportives élevées, la volonté de gagner, la résilience et la détermination manifestées aux jeux de la XXXIIe olympiade de 2020 de l'année 2021 à Tokyo (Japon)[10].